# Future Vertical Lift
Future Vertical Lift (FVL) ist ein Programm zur Entwicklung einer Familie von Militärhubschraubern für die Streitkräfte der Vereinigten Staaten. Es sollen vier verschiedene Flugzeuggrößen entwickelt werden, die auf einer gemeinsamen Palette, auf Hardware sowie Sensoren, Avionik und Triebwerken, aufbauen.
Nach über zehn Jahren an Kampfeinsätzen im Rahmen der Operation Iraqi Freedom und der Operation Enduring Freedom stellte das US-Verteidigungsministerium fest, dass die Hubschrauberflotte der US-Armee veraltet ist. Durch Kampfhandlungen flogen die Hubschrauber fünfmal häufiger als in Friedenszeiten. Die Hersteller überholten und rüsteten während der Zeit bestehende Flugzeugfamilien auf. Allerdings, mit der Bell-Boeing V-22 Osprey als Ausnahme, wurden keine neuen Hubschrauber entwickelt.
Future Vertical Lift wurde 2009 vom US-Verteidigungsminister als Initiative und noch nicht als Lösung ins Leben gerufen. Es soll im Verteidigungsministerium alle Hubschrauber-(eventuell auch Senkrechtstarter-)Fähigkeiten und deren technologische Entwicklung fokussieren und dadurch das langfristige technische Knowhow erhalten. Im Oktober 2011 veröffentlichte der stellvertretende Verteidigungsminister den FVL-Strategieplan, um einen gemeinsamen Ansatz für einen Hubschrauber der nächsten Generation für alle Streitkräfte zu skizzieren. Dieser Plan bildete die Grundlage für die Entwicklung von Hubschraubern für die nächsten 25 bis 40 Jahre, um die derzeitige Flotte zu ersetzen.
Angedacht ist, neue Technologien, Materialien und Konstruktionen zu verwenden. Die Hubschrauber sollen schneller sein, eine größere Reichweite besitzen, eine größere Nutzlast mitführen können, zuverlässiger sein, einfacher zu warten und zu betreiben sein sowie niedrigere Betriebskosten haben. In der JMR-Phase (Joint Multi-Role) sollen Technologiedemonstratoren die Grundlagen schaffen. Mit der JMR Phase I wird das Luftfahrzeug entwickelt. JMR Phase II wird Missionssysteme und Software entwickeln, obwohl die Integration in die Demonstratoren nicht geplant ist. Die Armee begann ein FVL-Motorenprogramm im Jahr 2016.

## Konfigurationen
2009 waren drei Größenkategorien geplant, dann sollten vier und fünf (die möglicherweise auf demselben Grunddesign aufsetzen) bis zu 25 aktuelle Dreh- und Starflügeltypen ersetzen:
- FVL-Light: Leichter Aufklärungs- und Kampfhubschrauber als Ersatz für den OH-58 Kiowa. Die Einführung ist für das Jahr 2030 geplant. Hieraus ist im Jahr 2018 das Future Attack Reconnaissance Aircraft (bewaffneter Aufklärungshubschrauber) Programm entstanden.
- FVL-Medium:
  - Aufklärungs- und Kampfhubschrauber als Ersatz für AH-1Z Viper und AH-64 Apache
  - Transporthubschrauber als Ersatz für z. B. UH-60 Black Hawk und V-22 Osprey, eventuell auch MH-60S/R Seahawk[12]; Die Einführung ist für 2030 geplant. 2019 wurde hierfür das Future Long-Range Assault Aircraft Programm gestartet.
- FVL-Heavy: Frachtversion als Ersatz für den CH-53 Stallion und CH-47 Chinook; Die Indienststellung ist für 2035 geplant, obwohl Boeing 2060 erwartet.[13]
- FVL-Ultra: Neue ultra-große Version für Senkrecht startende Flugzeuge mit Leistung wie taktische Starrflügelflugzeuge zwischen der C-130J Super Hercules und der A400M Atlas; Die Einführung ist für 2025 geplant.

Laut dem U.S. House Armed Services Committee wurden ab April 2013 drei verschiedene Konfigurationen von JMR-Flugzeugen untersucht.
- Ein konventioneller Hubschrauber
- Ein Hubschrauber mit einem Rotor, mit großem Flügel zur Auftrieberzeugung und extra Schubproppellern.
- Ein Hubschrauber mit schwenkbaren Rotoren.

## Designanforderungen
Joint Multi-Role Hubschrauber Programm (Stand 2011)
|                  | JMR-Light       | JMR-Medium      | JMR-Heavy       | JMR-Ultra        |
| ---------------- | --------------- | --------------- | --------------- | ---------------- |
| Geschwindigkeit  | 170–300+ kn     | 170–300+ kn     | 170–300+ kn     | 170–300+ kn      |
| Kampfradius      | 424 km (263 mi) | 424 km (263 mi) | 424 km (263 mi) | 562 km           |
| Interne Nutzlast | 907–2041 kg     | 2721–9072 kg    | 9072–13.608 kg  | 18.144–32.658 kg |
| Externe Nutzlast | 907–2041 kg     | 4536–9072 kg    | 7257–13.608 kg  | 18.144–32.658 kg |
| Passagiere       | 907–2041 kg     | 2721–9072 kg    | 9072–13.608 kg  | 18.144–32.658 kg |

Im März 2013 forderte die Armee die Industrie auf, Vorschläge für eine Maßnahme namens Alternative Engine Conceptual Design and Analysis einzureichen.
Das neuartige Triebwerk soll mit alternative Motor- und Antriebssystemkonfigurationen, eine verbesserte Missionsfähigkeit ermöglichen. Diese sind z. B. eine erhöhte Missionszeit, einen größeren Missionsradius und einen leiseren Betrieb. Aufgrund der unterschiedlichen Konfigurationen der Flugzeuge sollen Motoren mit einer Leistungsabgaben von 40 PS (30 kW) bis 10.000 PS (7.500 kW) untersucht werden. Ein bis vier Unternehmen können einen Auftrag erhalten, dessen Arbeiten in 18 Monaten abgeschlossen sein sollen. Also September 2014.
Lockheed Martin entwickelt ein „gemeinsames Missionssystem“, das in die FVL light, medium, heavy und ultra-heavy Flugzeuge integriert werden kann. Ziel diese Systems ist es Geld und Entwicklungszeit einzusparen. Genauer spart es die Notwendigkeit Wartungspersonal, Trainer und Personal in mehreren Systemen zu schulen sowie die Technik auf stand zu halten. Eine Komponente ist ein Helm, der von dem auf der F-35 Lightning II verwendeten abgeleitet ist und eine Technologie mit verteilter Apertur verwendet, damit Piloten „durch“ das Flugzeug sehen können.
Am 18. Februar 2016 startete das Improved Turbine Engine / Future Vertical Lift Project Management Office (ITE/FVL PMO) mit zwei Requests for Information (RFI) eine Aufforderung an die Industrie Vorschläge einzureichen. Beim ersten handelt es sich um das 'FVL Capability Sets #1' das der FVL-Light Kategorie entspricht. Hieraus ist im Jahr 2018 das Future Attack Reconnaissance Aircraft (FARA) (bewaffneter Aufklärungshubschrauber) Programm entstanden.
Das zweite RFI ist für das 'FVL Capability Sets #3' das der FVL-Medium Kategorie entspricht. 2019 wurde für den Transport Teil das Future Long-Range Assault Aircraft(FLRAA) Programm gestartet.

## Joint Multi-Role Technologie Demonstrator (JMR TD) (Stand 2014)
Das neue Flugzeug sollte folgende Eigenschaften haben:
- Geschwindigkeit > 230 kn (430 km / h)
- 12 voll ausgerüstete Soldaten befördern
- Unter „hoch und heißen“ Bedingungen in Höhen von 6.000 Fuß (1.800 m) und Temperaturen von 35 °C (95 °F) operieren
- Kampfradius von 424 km (263 mi) mit einer Reichweite ohne Nachzutanken von 848 km (527 mi)
- Missionsets sind u. a. Frachttransport, bewaffneten Scout, Angriff, humanitäre Hilfe, umfassen medizinische Evakuierung, U-Boot-Jagd, Unterwasser Krieg, Land/See Suche und Rettung, spezielle Kriegsführungsunterstützung, Verlegung, Minenabwehr.
- Die FVL-Flugzeugfamilie muss wahlweise über pilotierte oder autonome Flugfähigkeiten verfügen[22].

Das Demonstrationsflugzeug wird eine Lebensdauer von 200 Flugstunden haben und das Budget der Armee beträgt 240 Millionen US-Dollar.

## JMR TD - Konkurrenten
- Bell
- Sikorsky / Boeing
- AVX
- Karem
- EADS
- Piasecki

Die Flugzeuge im Einzelnen:

## Bell
Hauptartikel: Bell V-280 Valor
Bell Helicopter schlug ein Tiltrotor-Design der dritten Generation für das FVL-Programm vor. Im April 2013 enthüllte Bell sein Tiltrotor-Design mit dem Namen Bell V-280 Valor. Der V-280 verfügt über ein V-Heck, es wird nur das Rotorsystem gekippt und nicht, wie der V-22 Osprey, auch die Motoren. Der Demonstrator ist ausgelegt für vier Besatzungsmitglieder und 14 Soldaten. Es soll in einem Maßstab von 92 Prozent zum endgültigen Design gebaut werden. Der Erstflug fand im Dezember 2017 statt.

## Sikorsky / Boeing
Hauptartikel: SB> 1 Defiant
Der SB> 1 Defiant (oder „SB-1“) ist eine Gemeinschaftsproduktion von Sikorsky Aircraft und Boeing für das Programm. Es ist ein Flugschrauber mit einem starren Koaxialrotor und zwei Honeywell T55-Motoren. Im Heck sorgt ein Schubpropeller für die geforderte Geschwindigkeit. Der Erstflug fand im März 2019 statt.

## Ehemalige Wettbewerber

### AVX
AVX Aircraft schlug ein Flugzeug mit koaxialem Rotor und einem Leitwerk aus zwei ummantelten Schubpropeller vor. Die Ducts sorgen für eine bessere Lenkung und zusätzliche Vorwärtsleistung. Die Größe des JMR-TD sollte 75 % des Zieldesigns entsprechen. Es kann mit 230 kn (430 km/h) fliegen, wobei 40 % Auftrieb von den kleinen vorderen Flügeln und 60 % von den 17 m langen Rotoren ausgehen. Die Hälfte des Luftwiderstands des Designs kommt vom Rumpf, die andere Hälfte vom Rotorsystem. Der Demonstrator sollte 27000 lb (12.000) kg wiegen, vier Besatzungsmitglieder und 12 Soldaten befördern. Es soll externe bis zu 13000 lb (5.900 kg) heben können. Es verfügt über eine 6×6 ft (1,8 m × 1,8 m) große Kabine, und eine interne Nutzlast von 8000 lb (3.600 kg). Die Utility- und die Kampf-Versionen sind zu 90 % gleich und fliegen auch mit der gleichen Geschwindigkeit. Das Testflugzeuge wird mit aktuellen GE T706-Triebwerken ausgestattet sein, Ziel ist es das Flugzeug mit dem Advanced Affordable Turbine Engine mit seinen höheren 4.800 PS(3.600 kW) Leistung auszustatten. AVX hat sich mit Rockwell Collins, General Electric und BAE Systems zusammengetan. Es verfügt über Eingangstüren auf beiden Seiten des Rumpfes mit einer großen hinteren Rampe für einen einfachen Frachtumschlag. Beide Versionen verfügen über ein einziehbares Fahrwerk. Die Angriffsvariante führt alle Waffen intern mit um so aerodynamische Vorteile zu erhalten. Das Konzept soll 80 % der Geschwindigkeit des V-22 Osprey zum halben Preis erreichen können. Es wird in der Lage sein, bei 1.800 m (6.000 Fuß) bei Temperaturen von 35 °C schweben zu können und ohne Betankung eine Entfernung von 2.100 nmi (2.400 mi; 3.900 km) zurücklegen zu können. Das Unternehmen plant den Bau eines Demonstrators im Maßstab von 70 % zu einem endgültigen Design.
AVX Aircraft betrachtete seine Position als kleineres Unternehmen (mit 25 Mitarbeitern, von denen einige an der V-22 arbeiteten) als Ihr Vorteil. Wenn AVX ausgewählt werden würde, hatte es wahrscheinlich eine Teamvereinbarung mit einem anderen Unternehmen geben, das die Montage, Integration und Produktionsunterstützung übernimmt. Wie Sikorsky betrachtet AVX Koaxialrotoren als ungeeignet zum Heben von schweren Lasten und schlägt stattdessen ihren Schwenkrotor Flugzeug für das Capability Set 4 (Chinook-Ersatz) vor.

### Karem
Karem Aircraft schlug vor, einen Schwenkrotor mit optimaler Geschwindigkeit (Optimum-Speed TiltRotor, OSTR) zu entwickeln, der als TR36TD-Demonstrator bezeichnet wird. Es hätte zwei 11 m(36 Fuß) Rotoren gehabt, die von vorhandenen Turbowellenmotoren angetrieben wurden. Eine ähnliche Technologie wurde beim A160 Hummingbird (Kolibri) verwendet. Die Serienversion des TR36D hätte eine Fluggeschwindigkeit von 360 kn (670 km / h) gehabt. Laut Karem bietet die OSTR-Konfiguration mit variabler Geschwindigkeit Vorteile in Bezug auf Gewicht, Antriebsstrang sowie aerodynamische Effizienz. Sie sagen auch, dass es eine reduzierte Komplexität, inhärente Sicherheitsvorteile, vereinfachte Wartung und niedrige Gesamtbetriebskosten bietet.

### EADS
EADS plante einen Vorschlag für die JMR-Phase-I-Demonstration vorzulegen. Hierbei wurde erwartet, dass das Design auf dem Eurocopter X³ basiert. EADS zog aber Ende Mai 2013 den Vorschlag zurück, weil Eurocopter das geistige Eigentum der X³ wahrscheinlich in die USA übertragen hätte müssen. Auch wollten sie sich auf das Angebot für das Armed-Aerial-Scout-Programm konzentrieren, das aber später eingestellt wurde. Das Unternehmen gab zudem an, dass die Kosten für die Entwicklung eines Hochgeschwindigkeits-Drehflüglers weitaus höher seien als die 75 Millionen US-Dollar, die gewährt worden wären.

### Piasecki
Piasecki Aircraft Corporation bot seine PA61-4 Advanced Winged Compound (AWC) an. Der Rumpf soll aus kohlenstofffaserverstärktem Kunststoff bestehen. Das Flugzeug soll 233 kn (432 km/h) fliegen. Für zusätzlichen Schub und für den Drehmomentausgleich wird, wie zuvor bei der Piasecki X-49, ein ummantelter Schubpropeller (vectored-thrust ducted propeller, VTDP) verwendet. Zusätzlich hat das Flugzeug einen Flügel mit großer Spannweite für zusätzlichen Auftrieb und als Drehmomentschutz. Der Flügel kann im Schwebeflug geschwenkt werden um ein besseres Steuerungsverhalten zu erzielen und den Auftrieb zu erhöhen. Durch Entfernen des Flügels unter Beibehalten des VTDP würde ein Flugzeug noch 180 kn (210 mph; 330 km/h) fliegen. Durch das Ersetzen des VTDP durch einen herkömmlichen Heckrotor wurde eine 160-kn-Version (180 mph; 300 km/h) entstehen, die langsamer, aber leichter und billiger ist. Sie ist gut geeignet externe Lasten zu transportieren.

## Joint-Multi-Role-Entwicklung
Am 5. Juni 2013 gab Bell bekannt, dass sein V-280 Valor von der Armee für die Phase des Joint Multi-Role (JMR) Technology Demonstrator (TD) ausgewählt wurde. Das Boeing-Sikorsky-Team, das das auf dem X2-Prototyp basierende Hochgeschwindigkeits-Verbundhubschrauberdesign vorstellte, berichtete das es auch eingeladen wurde, eine Technologieinvestitionsvereinbarung für das JMR-TD-Phase-I-Programm auszuhandeln. AVX Aircraft bestätigte außerdem, dass es für die JMR-Phase I als Teilnehmer der Kategorie I ausgewählt wurde. EADS zog sich vorzeitig aus dem Programm zurück, Piasecki Aircraft wurde nicht ausgewählt. Am 6. August 2013 sagte Lockheed Martin, es werde ein neues Missionsausrüstungspaket anbieten, um die Anforderungen für das JMR / FVL-Programm zu erfüllen. Boeing und andere Unternehmen werden voraussichtlich konkurrierende Avionik-Sets anbieten. Am 9. September 2013 kündigte Bell an, dass sie zusammenarbeiten mit Lockheed an der V-280 arbeiten werde.
Am 2. Oktober 2013 erteilte die US-Armee AVX Aircraft, Bell Helicopters, Karem Aircraft und Sikorsky Technologieinvestitionsvereinbarungen Aircraft im Rahmen des Phase-I-Programms des Joint Multi-Role Technology Demonstrator. Der JMR-TD soll keinen Prototyp für die nächste Fahrzeugfamilie sein oder das Design festlegen. Er soll einen betrieblich repräsentativen Mix aus Fähigkeiten, Technologien und Schnittstellen entwickeln und demonstrieren. Die TIAs geben den vier Teams neun Monate Zeit, um die vorläufige Konstruktion ihres Drehflüglers abzuschließen. Die Armee wird dann den Bau von zwei konkurrierenden Demonstratoren genehmigen. Jedes der vier Teams erhielt für diese erste Phase des Programms 6,5 Millionen US-Dollar von der Armee.
Die Armee prüfte fünf Kriterien, um die JMR-TD Vorschläge auszuwählen: 
- Inwieweit verbessert das Design die wissenschaftlichen und technologischen Ziele
- Ob das Design den Leistungsspezifikationen entspricht
- Wie gut erfüllt der Demonstrator die Spezifikationen
- Wie gut wird der Zeitplan eingehalten
- Verfügt das Unternehmen über die Fähigkeiten und Kompetenzen, um eine Flugdemonstration durchzuführen.

Anfang Juli 2014 wählte die Armee das Boeing-Sikorsky-Team aus, um den Standard Digital Backbone der Joint Common Architecture (JCA) zu entwickeln. Das Missionssystem soll in das Design des FVL-Systems integriert werden.

## Auswahlphase
Am 11. August 2014 teilte die Armee den Teams Sikorsky-Boeing und Bell-Lockheed mit, dass sie sich für SB-1 Defiant und V-280 Valor entschieden hatten, um das JMR-Demonstrationsprogramm fortzusetzen. Offiziell verkündigt wurde dieses am 3. Oktober 2014. Die Flugzeugkonstruktionen zeigen, dass die Armee sowohl Koaxial- als auch Kipprotorkonstruktionen verfolgt und größere und etablierte Auftragnehmer den kleineren vorzieht.
Nach den Flugtests und der Technologieentwicklung endet das JMR.

## Entscheid
Im Dezember 2022 entschied sich das Verteidigungsministerium der Vereinigten Staaten zu Gunsten des Bell V-280 und ein erster Entwicklungsauftrag mit einem Volumen von 1,3 Mrd. US-Dollar wurde an das Team Bell Textron vergeben.